# Serie A 2004-2005 (calcio femminile)
L'edizione 2004-2005 è stata la trentottesima edizione del campionato italiano di Serie A femminile di calcio.
Il Bardolino Verona ha conquistato lo scudetto per la prima volta nella sua storia. Sono retrocesse in Serie A2 la Lazio e il Vallassinese Holcim.
Il titolo di capocannoniere della Serie A è andato Valentina Boni, attaccante del Bardolino Verona, e a Patrizia Panico, calciatrice del Torino, entrambe autrici di 32 reti.

## Stagione

### Novità
Al termine stagione 2003-2004 il Letti Cosatto Tavagnacco e il Como 2000 sono state retrocesse in Serie A2. Al loro posto sono stati promossi l'Atletico Oristano, vincitore del girone A della Serie A2, e il Vigor Senigallia, vincitore del girone B della Serie A2.
Il Foroni Verona, campione d'Italia in carica, ha rinunciato a iscriversi alla Serie A 2004-2005 e si è sciolto. Anche il Bergamo ha rinunciato ad iscriversi alla Serie A 2004-2005 per iscriversi in Serie D Lombardia. Di conseguenza, il numero di squadre è stato ridotto da 13 a 12 e il Tavagnacco, iscritto con la nuova sponsorizzazione Graphistudio, è stato riammesso in Serie A.

### Formula
Le 12 squadre partecipanti si affrontano in un girone all'italiana con partite di andata e ritorno per un totale di 22 giornate.
La squadra campione d'Italia si qualifica alla UEFA Women's Cup 2005-2006.
Le ultime due classificate retrocedono in Serie A2.

## Squadre partecipanti
| Club                    | Stagione | Città           | Stadio                               | Stagione precedente    |
| ----------------------- | -------- | --------------- | ------------------------------------ | ---------------------- |
| Agliana                 | dettagli | Agliana (PT)    | Stadio comunale G. Bellucci          | 8º posto in Serie A    |
| Atletico Oristano       | dettagli | Oristano        | Stadio comunale Tharros              | 1º posto in Serie A2/A |
| Bardolino Verona        | dettagli | Bardolino (VR)  | Stadio comunale Belvedere, Calmasino | 7º posto in Serie A    |
| Fiamma Monza            | dettagli | Monza           | Stadio Gino Alfonso Sada             | 6º posto in Serie A    |
| A.D. Decimum Lazio      | dettagli | Roma            | Stadio Tre Fontane                   | 4º posto in Serie A    |
| ACF Milan               | dettagli | Milano          |                                      | 3º posto in Serie A    |
| Reggiana                | dettagli | Reggio Emilia   | Imp. sport. Umberto Merli            | 11º posto in Serie A   |
| Graphistudio Tavagnacco | dettagli | Tavagnacco      | Stadio comunale                      | 12º posto in Serie A   |
| Torino                  | dettagli | Torino          |                                      | 10º posto in Serie A   |
| Torres                  | dettagli | Sassari         | Stadio Vanni Sanna                   | 2º posto in Serie A    |
| Vallassinese Holcim     | dettagli | Asso (CO)       |                                      | 9º posto in Serie A    |
| Vigor Senigallia        | dettagli | Senigallia (AN) | Stadio comunale                      | 1º posto in Serie A2/B |

## Classifica finale
|  | Pos. | Squadra             | Pt | G  | V  | N | P  | GF | GS  | DR   |
|  | ---- | ------------------- | -- | -- | -- | - | -- | -- | --- | ---- |
|  | 1.   | Bardolino Verona    | 53 | 22 | 17 | 2 | 3  | 85 | 18  | +67  |
|  | 2.   | Torres              | 50 | 22 | 16 | 2 | 4  | 65 | 15  | +50  |
|  | 3.   | Torino              | 46 | 22 | 14 | 4 | 4  | 72 | 23  | +49  |
|  | 4.   | Reggiana            | 35 | 22 | 10 | 5 | 7  | 31 | 32  | -1   |
|  | 5.   | Fiamma Monza        | 33 | 22 | 10 | 3 | 9  | 35 | 30  | +5   |
|  | 6.   | Agliana             | 30 | 22 | 9  | 3 | 10 | 35 | 38  | -3   |
|  | 7.   | ACF Milan           | 30 | 22 | 8  | 6 | 8  | 19 | 28  | -9   |
|  | 8.   | Atletico Oristano   | 29 | 22 | 9  | 2 | 11 | 52 | 46  | +6   |
|  | 9.   | Vigor Senigallia    | 25 | 22 | 7  | 4 | 11 | 28 | 35  | -7   |
|  | 10.  | Tavagnacco          | 25 | 22 | 7  | 4 | 11 | 30 | 52  | -22  |
|  | 11.  | Vallassinese Holcim | 17 | 22 | 5  | 2 | 15 | 18 | 46  | -28  |
|  | 12.  | A.D. Decimum Lazio  | 3  | 22 | 0  | 3 | 19 | 11 | 118 | -107 |

Legenda:
      Campione d'Italia e ammessa alla UEFA Women's Cup 2005-2006.
      Retrocesse in Serie A2 2005-2006.
Note:
Tre punti a vittoria, uno a pareggio, zero a sconfitta.

## Risultati

### Calendario
| andata     | 1ª giornata           | ritorno     |
| 9 ott 2004 |                       | 12 feb 2005 |
| 2-1        | Agliana-Fiammamonza   | 0-3         |
| 4-0        | Bardolino-Vigor       | 1-1         |
| 0-0        | Milan-Reggiana        | 2-3         |
| 2-8        | Tavagnacco-A.Oristano | 0-5         |
| 0-1        | Torres-Torino         | 1-1         |
| 1-1        | Vallassinese-Lazio    | 3-0         |

| andata     | 4ª giornata            | ritorno    |
| 4 dic 2004 |                        | 5 mar 2005 |
| 0-1        | A.Oristano-Milan       | 1-3        |
| 1-0        | Fiammamonza-Tavagnacco | 2-3        |
| 0-7        | Lazio-Torres           | 0-8        |
| 3-0        | Torino-Reggiana        | 1-2        |
| 0-3        | Vallassinese-Bardolino | 0-5        |
| 1-1        | Vigor-Agliana          | 6-0        |

| andata     | 7ª giornata          | ritorno    |
| 8 gen 2005 |                      | 9 apr 2005 |
| 3-1        | Agliana-Vallassinese | 1-0        |
| 0-1        | A.Oristano-Torino    | 3-10       |
| 2-0        | Milan-Tavagnacco     | 1-0        |
| 3-1        | Reggiana-Lazio       | 2-0        |
| 1-3        | Torres-Bardolino     | 2-1        |
| 1-3        | Vigor-Fiammamonza    | 1-2        |

| andata      | 10ª giornata       | ritorno     |
| 29 gen 2005 |                    | 14 mag 2005 |
| 3-0         | Bardolino-Reggiana | 5-0         |
| 1-4         | Lazio-A.Oristano   | 2-8         |
| 1-0         | Milan-F.Monza      | 0-0         |
| 3-3         | Tavagnacco-Torino  | 0-4         |
| 3-0         | Torres-Agliana     | 2-1         |
| 0-2         | Vallassinese-Vigor | 2-3         |

| andata      | 2ª giornata              | ritorno     |
| 23 ott 2004 |                          | 19 feb 2005 |
| 2-0         | A.Oristano-Bardolino     | 0-5         |
| 1-2         | Fiammamonza-Vallassinese | 1-0         |
| 1-4         | Lazio-Tavagnacco         | 1-5         |
| 0-2         | Milan-Torino             | 0-2         |
| 0-2         | Reggiana-Agliana         | 2-1         |
| 0-1         | Vigor-Torres             | 0-4         |

| andata      | 5ª giornata          | ritorno     |
| 11 dic 2004 |                      | 12 mar 2005 |
| 1-3         | Agliana-A.Oristano   | 3-2         |
| 0-0         | Bardolino-Tavagnacco | 7-1         |
| 4-1         | Torino-Fiammamonza   | 0-1         |
| 1-1         | Milan-Lazio          | 3-0         |
| 1-0         | Reggiana-Vigor       | 0-2         |
| 4-0         | Torres-Vallassinese  | 3-0         |

| andata      | 8ª giornata           | ritorno     |
| 15 gen 2005 |                       | 16 apr 2005 |
| 7-0         | A.Oristano-Vigor      | 1-0         |
| 6-1         | Bardolino-Milan       | 3-0         |
| 0-2         | Fiammamonza-Torres    | 1-0         |
| 0-0         | Lazio-Torino          | 0-23        |
| 2-0         | Tavagnacco-Agliana    | 1-2         |
| 0-3         | Vallassinese-Reggiana | 1-5         |

| andata     | 11ª giornata            | ritorno     |
| 5 feb 2005 |                         | 21 mag 2005 |
| 0-1        | Agliana-Milan           | 0-0         |
| 2-1        | A.Oristano-Vallassinese | 1-3         |
| 4-1        | Fiammamonza-Lazio       | 5-1         |
| 3-2        | Reggiana-Torres         | 1-1         |
| 1-4        | Torino-Bardolino        | 3-2         |
| 1-1        | Vigor-Tavagnacco        | 1-2         |

| andata      | 3ª giornata             | ritorno     |
| 30 ott 2004 |                         | 26 feb 2005 |
| 12-0        | Bardolino-Lazio         | 6-0         |
| 0-0         | Milan-Vigor             | 1-2         |
| 0-3         | Reggiana-Fiammamonza    | 0-0         |
| 0-1         | Tavagnacco-Vallassinese | 1-0         |
| 2-2         | Torino-Agliana          | 1-2         |
| 4-1         | Torres-A.Oristano       | 3-0 tav.    |

| andata      | 6ª giornata           | ritorno    |
| 18 dic 2004 |                       | 2 apr 2005 |
| 1-1         | A.Oristano-Reggiana   | 1-3        |
| 2-4         | Fiammamonza-Bardolino | 1-5        |
| 1-6         | Lazio-Agliana         | 0-5        |
| 0-3         | Tavagnacco-Torres     | 2-7        |
| 0-2         | Vallassinese-Milan    | 0-0        |
| 0-1         | Vigor-Torino          | 0-3        |

| andata      | 9ª giornata            | ritorno    |
| 22 gen 2005 |                        | 7 mag 2005 |
| 1-2         | Agliana-Bardolino      | 2-4        |
| 1-1         | A.Oristano-Fiammamonza | 1-3        |
| 0-4         | Milan-Torres           | 0-4        |
| 0-0         | Reggiana-Tavagnacco    | 2-3        |
| 3-0         | Torino-Vallassinese    | 3-2        |
| 3-0         | Vigor-Lazio            | 4-0        |